# Geo. K. Schiørring
George Koch Schiørring (født 13. april 1892 i Hjørring, død 14. juli 1952 på en sejltur ved Norge) var en dansk højesteretssagfører.
Han var søn af sagfører Knud Holger Schiørring og hustru Ingeborg Koch, blev 1910 student fra Randers lærde Skole og 1916 cand.jur. Han var 1916-18 fuldmægtig hos overretssagfører N.P. Arnstedt, fra 1916 også hos højesteretssagfører Frits Bülow og blev 1919 overretssagfører. Han praktiserede i København fra 1925 i samarbejde med landsretssagfører Karl Quortrup (beskikkelse 1923). 1926 blev han højesteretssagfører og fik i 1937 for et tidsrum af fem år offentlige og beneficerede sager ved Højesteret.
Han blev i juni 1945 taget i forvaring af frihedskæmpere, sigtet for værnemagen under den tyske besættelse. Han blev ved Højesterets dom af 19. december 1946 frakendt retten til at udøve sagførervirksomhed for et tidsrum af fem år. 7. februar 1952 fik han på ny beskikkelse som højesteretssagfører, men døde samme år.
Schiørring var 1927-28 ledende senior i Studenterforeningen. Han var medlem af bestyrelsen for A/S De Forenede Træskofabrikker, A/S Københavns Kul- og Kokes Kompagni, A/S Hotel Astoria, A/S K.K.K.K., A/S Union Trading and Financing Co., A/S Kaffe Hag, Ejendoms- og Finansaktieselskabet af 1929, A/S Det gamle Banegaardsterræn I-XI, A/S National-Scala, A/S Dampskibsselskabet Gloria, Ejendomsaktieselskabet D.F.V. og en række ejendomsaktieselskaber. Likvidator for Finansieringsforeningen Jord-Arbejde-Kapital.
Fra 1929 til sin død ejede han slottet Frydenlund.
Schiørring blev gift 14. november 1918 i Brædstrup Kirke med Gerda Kristine Riis (9. februar 1892 i København - 1969), datter af husejer Mads Riis og hustru Juliane Krog.
Han er begravet på Vedbæk Kirkegård.